# Jama kod lugarnice
Jama kod lugarnice este o arie protejată (sit de importanță comunitară — SCI) din Croația întinsă pe o suprafață de 0,78 ha, integral pe uscat.

## Localizare
Centrul sitului Jama kod lugarnice este situat la coordonatele 45°19′40″N 15°05′33″E / 45.327852°N 15.092585°E.

## Înființare
Situl Jama kod lugarnice a fost declarat sit de importanță comunitară în iulie 2013 pentru a proteja 1 specie de animale.

## Biodiversitate
Situată în ecoregiunea alpină, aria protejată conține 1 habitat natural: Peșteri inaccesibile publicului.
La baza desemnării sitului se află o specie protejată de  nevertebrate: Leptodirus hochenwartii.